# Эмборион
Эмборион (греч. Εμπορείον) — деревня в Греции, на юге острова Тира в Эгейском море. Деревня расположена на высоте 82 м над уровнем моря, у подножья горы Айос-Илиас (564 м), в 12 км к югу от города Тира. Административно входит в общину Тира в периферийной единице Тира в периферии Южные Эгейские острова. Население 1938 человек по переписи 2011 года, это самый крупный населённый пункт острова.
По одной из версий название происходит от εμπόριο — «торговля», по другой от νέο + μπούργκ, от фр. bourg — «укреплённый средневековый город», и означало «новая деревня».
Эмборион посетили Жан-Поль Сартр с Симоной де Бовуар, которые провели часть отпуска летом 1937 года в Ие на севере Тиры. В мемуарах «Зрелость» (La Force de l'âge, 1960) де Бовуар пишет, что, описывая в первом акте «Мух» (1943) Аргос, Сартр вдохновлялся Эмборионом:
…Мы были без сил, когда входили в Эмборио, где рассчитывали пообедать. Ни души на знойных улицах с наглухо закрытыми домами; женщина в чёрном, с которой мы пытались заговорить, убежала.

## Достопримечательности

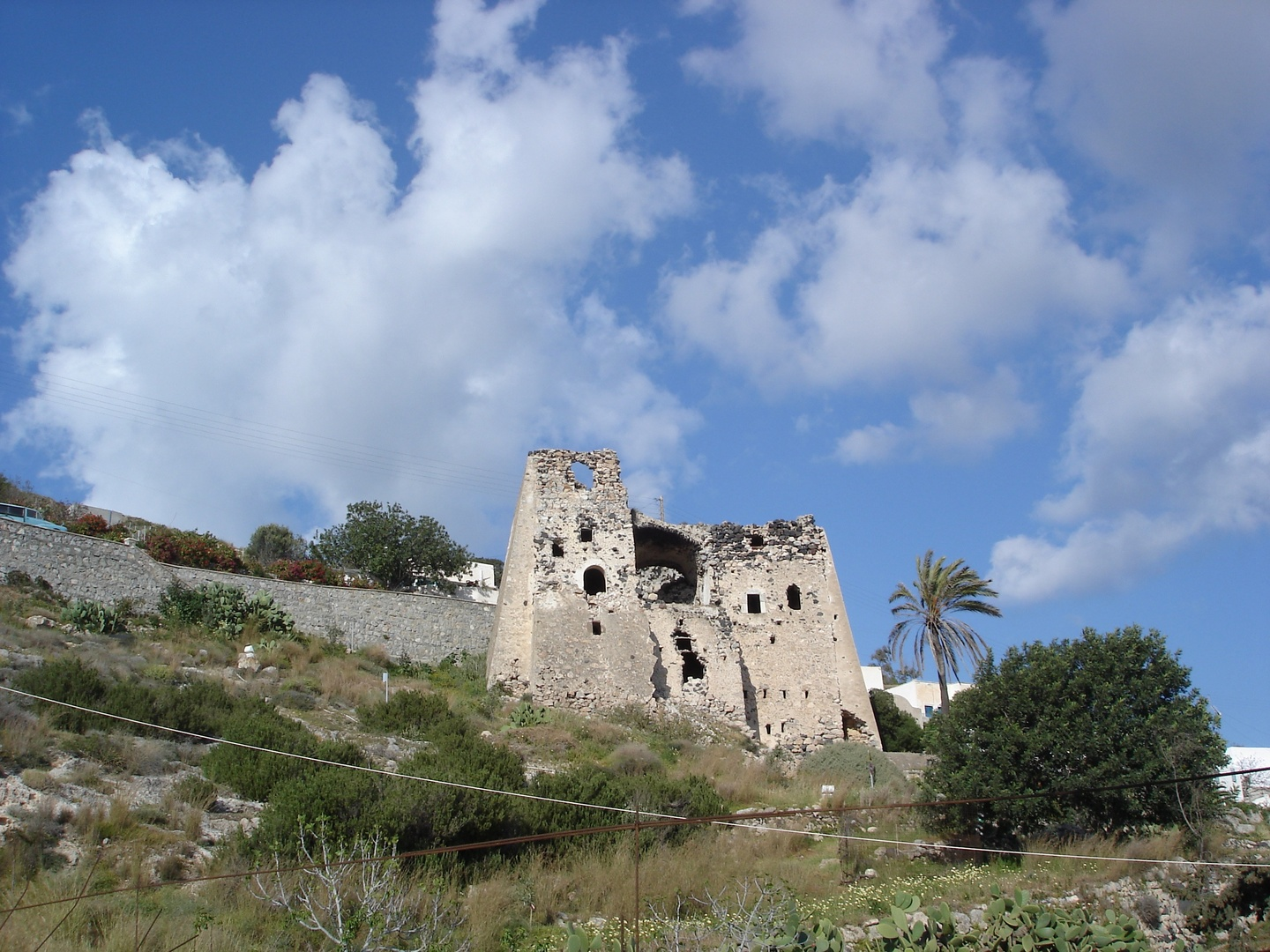
Башня «гулас»

Одной из достопримечательностей является квадратная башня «гулас» (γουλάς от тур. kule — «башня») в северной части деревни, построенная в период венецианского правления, примерно в XV веке. По местному преданию башню построили монахи монастыря Иоанна Богослова на острове Патмос и хранили там сокровища. Башня действительно использовалась как метох, подчинённый монастырю Иоанна Богослова, намного позже строительства. До этого башня принадлежала старинному веронскому дворянскому роду Ардженти, потомкам византийского рода Аргиры, которому в 1372 году представитель веронского рода, герцог Никколо III далле Карчери пожаловал остров Тира. Внутри башни находится церковь Святого Христодула, посвящённая основателю монастыря Иоанна Богослова на Патмосе. От башни к замку вёл туннель.
В Эмборионе находится замок.

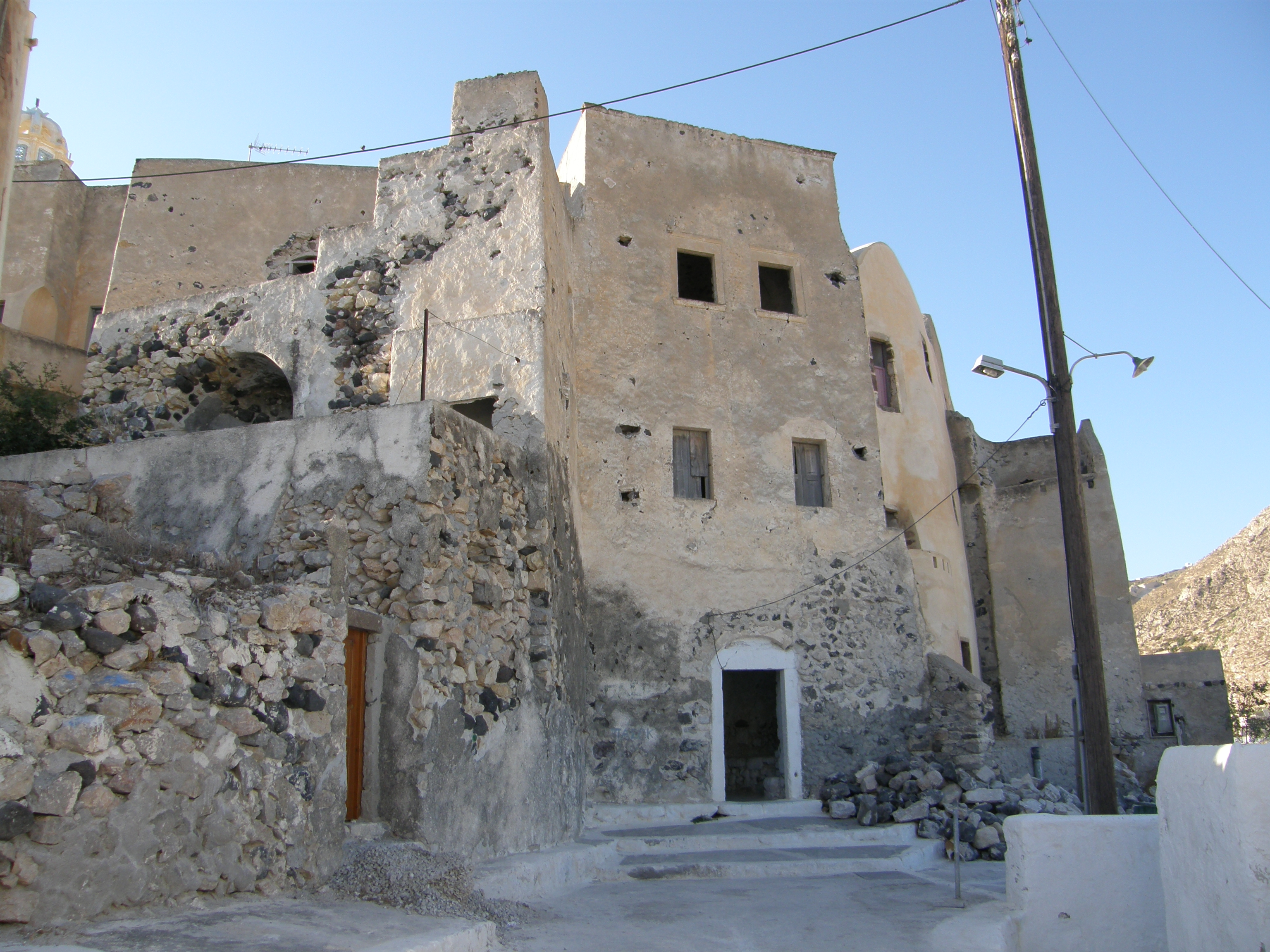
Средневековый замок

На горе Айос-Илиас находится Ильинский монастырь.

## Сообщество Эмборион
Община Эмборион (Δήμος Εμπορείου) создана в 1835 году (ΦΕΚ 4Α), в 1912 году (ΦΕΚ 261Α) община упразднена и создано сообщество Эмборион (Κοινότητα Εμπορείου). В сообщество Эмборион входят четыре населённых пункта. Население 3085 человек по переписи 2011 года. Площадь 10,823 квадратного километра.
| Наименование | Население (2011), человек |
| ------------ | ------------------------- |
| Айос-Еорьос  | 343                       |
| Периса       | 678                       |
| Эксомитис    | 126                       |
| Эмборион     | 1938                      |

## Население
| Год  | Население, человек |
| ---- | ------------------ |
| 1991 | 1362               |
| 2001 | 1775               |
| 2011 | ↗ 1938             |